# Klubi Sportiv Skënderbeu 2010-2011

## Rosa
| N. |                                 | Ruolo | Calciatore          |
| -- | ------------------------------- | ----- | ------------------- |
| 1  | Albania (bandiera)              | P     | Orges Shehi         |
| 3  | Bosnia ed Erzegovina (bandiera) | D     | Vladimir Marković   |
| 4  | Albania (bandiera)              | D     | Endrit Vrapi        |
| 5  | Croazia (bandiera)              | C     | Luko Biskup         |
| 6  | Albania (bandiera)              | D     | Renato Arapi        |
| 7  | Albania (bandiera)              | D     | Erbim Fagu          |
| 8  | Albania (bandiera)              | C     | Jetmir Sefa         |
| 9  | Albania (bandiera)              | A     | Sokol Çikalleshi    |
| 10 | Albania (bandiera)              | C     | Bledi Shkëmbi       |
| 11 | Albania (bandiera)              | C     | Gjergj Muzaka       |
| 12 | Albania (bandiera)              | P     | Erjon Llapanji      |
| 13 | Albania (bandiera)              | D     | Hamels Hoxha        |
| 15 | Albania (bandiera)              | D     | Ditmar Biçaj        |
| 16 | Austria (bandiera)              | C     | Butrint Vishaj      |
| 17 | Argentina (bandiera)            | C     | Alfredo Rafael Sosa |

| N. |                                 | Ruolo | Calciatore         |
| -- | ------------------------------- | ----- | ------------------ |
| 22 | Albania (bandiera)              | C     | Grigor Topalli     |
| 23 | Croazia (bandiera)              | C     | Davor Bratić       |
| 25 | Albania (bandiera)              | D     | Stavrion Lako      |
| 26 | Macedonia del Nord (bandiera)   | A     | Mensur Idrizi      |
| 31 | Bosnia ed Erzegovina (bandiera) | A     | Ivan Jolić         |
|    | Albania (bandiera)              | P     | Orgel Ametlli      |
|    | Macedonia del Nord (bandiera)   | D     | Borce Ristovski    |
|    | Albania (bandiera)              | D     | Alban Dragusha     |
|    | Albania (bandiera)              | C     | Krist Arapi        |
|    | Slovenia (bandiera)             | C     | Dejan Grabić       |
|    | Macedonia del Nord (bandiera)   | C     | Eftim Aksentiev    |
|    | Albania (bandiera)              | C     | Klodian Asllani    |
|    | Serbia (bandiera)               | A     | Mladen Brkić       |
|    | Albania (bandiera)              | A     | Artnant Tahirllari |